# لويس س. لوكاس
لويس س. لوكاس (بالإنجليزية: Lewis C. Lucas)‏ هو ضابط أمريكي، ولد في 3 نوفمبر 1867 في مارييتا في الولايات المتحدة، وتوفي في 6 مارس 1939.